# Internationales Jahr der Astronomie 2009

IYA-Logo

2009 ist zum Internationalen Jahr der Astronomie (englisch International Year of astronomy, IYA) erklärt worden – dabei wurde einem Vorschlag der Internationalen Astronomischen Union (IAU) gefolgt. Genau 400 Jahre zuvor, im Jahre 1609, haben Galileo Galilei und andere Gelehrte erstmals ein Teleskop für astronomische Beobachtungen eingesetzt, und Johannes Kepler legte mit seinem Werk „Astronomia Nova“ die Grundlagen zum Verständnis der physikalischen Gesetzmäßigkeiten, welchen die Himmelskörper gehorchen.
Eine entsprechende Eingabe Italiens bei der UNESCO – der für pädagogische, wissenschaftliche und kulturelle Belange verantwortlichen Institution der Vereinten Nationen – wurde angenommen, was die IAU am 30. Oktober 2006 in Paris offiziell bekannt gab. Der formelle Beschluss der 62. UN-Generalversammlung ist am 20. Dezember 2007 erfolgt. Mit einer feierlichen Zeremonie wurde am 15. Januar 2009 das Internationale Jahr der Astronomie offiziell eröffnet. Mehr als 600 Wissenschaftler kamen auf Einladung der UNESCO zur Eröffnung in Paris zusammen.
Die Koordinierung des Internationalen Jahrs der Astronomie 2009 hat die IAU übernommen. Diese Initiative sollte allen Menschen die Gelegenheit geben, einen tieferen Einblick in die Astronomie zu gewinnen. Außerdem diente das Jahr der Astronomie als eine Plattform, um die Öffentlichkeit über die neuesten astronomischen Entdeckungen zu informieren, indem es die wesentliche Rolle der Astronomie in der Wissenschaftsausbildung betonte.

## Bedeutung des Jahres 1609 für die Astronomie
Am 25. September 1608 reiste Hans Lipperhey, ein junger Mann aus Middelburg, nach Den Haag, um eine seiner Erfindungen, das Fernrohr, der holländischen Regierung vorzuführen. Obwohl ihm das Patent nicht zuerkannt wurde, hörte Galileo Galilei von dieser Geschichte und entschied sich dafür, das „holländische Perspektivglas“ zu verwenden und es zum Himmel zu richten.
1609 war das Prinzip des Fernrohrs an verschiedenen Orten bekannt. Galileo Galilei und andere richteten erstmals Fernrohre zum Nachthimmel und machten infolgedessen erstaunliche Entdeckungen, die die Vorstellung der Menschheit von der Welt grundlegend veränderten: gefunden wurden zahlreiche für das bloße Auge unsichtbare Sterne, Berge und Krater auf dem Mond sowie Monde des Jupiter. Im selben Jahr veröffentlichte Johannes Kepler sein Buch „Astronomia Nova“, in dem er grundlegende Gesetze der Planetenbewegung aufstellte.

## Ziele des IYA
Astronomie, die älteste Naturwissenschaft, hat in den meisten Kulturen eine wichtige Rolle gespielt. Das Internationale Astronomiejahr 2009 (IYA2009) beabsichtigte, global die Astronomie und ihre Beiträge zur Gesellschaft und Kultur zu würdigen. Es sollte weltweit Interesse an der Astronomie und allgemein an den Wissenschaften wecken.
Das IYA2009 beabsichtigte, den enormen Fortschritt hervorzuheben, der dem ersten Gebrauch des Fernrohrs für astronomische Beobachtungen durch Galilei gefolgt war, und Astronomie als eine friedliche wissenschaftliche Bemühung zu erweisen, die Amateur- und Berufsastronomen zusammenführt, denn sie alle suchen Antworten auf einige der grundsätzlichsten Fragen zu finden, welche die Menschheit schon immer beschäftigt haben. Das Ziel des Jahres war, weltweites Interesse, besonders unter jungen Leuten, an Astronomie und Wissenschaft zu wecken, unter dem Motto: „Das Weltall: Du lebst darin – entdecke es!“
Über 100 nationale Komitees wurden gebildet, um die Projekte im Rahmen des IYA2009 zu koordinieren und die Öffentlichkeit darüber zu informieren. Diese Komitees waren Kooperationen zwischen Berufs- und Amateurastronomen, Planetarien und Sternwarten, Instituten und Kultureinrichtungen. Die einzelnen Länder entwickelten ihre eigenen Initiativen, während die IAU als Koordinator des Gesamtereignisses fungierte.
Laut der IYA2009-Website waren die Hauptziele des IYA2009 unter anderem:
1. Verbesserung der wissenschaftlichen Allgemeinbildung
2. Förderung des Zugangs zu neuen astronomischen Erkenntnissen
3. Unterstützung astronomischer Aktivitäten in Entwicklungsländern
4. Förderung neuer Netzwerke zur astronomischen Öffentlichkeitsarbeit
5. Erhaltung und Schutz des Naturdenkmals Nachthimmel und der natürlichen nächtlichen Umwelt

Das IYA2009 half auch weniger etablierten Organisationen aus Entwicklungsländer, in größeren Organisationen involviert zu werden und ihre Beiträge, verbunden über ein globales Netzwerk, zu liefern. Diese Initiative zielte auch darauf ab, arme Kinder auf der ganzen Erde zu erreichen und ihr Verständnis für die Welt zu verbessern.

## Das IYA in Deutschland und Österreich
In Deutschland gab es zum Astronomiejahr 2009 vier über das Jahr verteilte thematische Schwerpunkte:
- Der Blick zum Himmel (Januar bis März 2009)
- Astronomie und Kultur (April bis Juni 2009)
- Weltbilder der Astronomie (Juli bis September 2009)
- Astronomie und Schule (Oktober bis Dezember 2009)

In Österreich wurden zum Internationalen Astronomiejahr folgende überregionale Schwerpunktthemen gewählt:
- Sternstunden der Astronomie (Januar bis März 2009)
- Wie viele Sterne sehen wir noch? (April bis Juni 2009)
- Astronomie und Naturerleben (Juli bis September 2009)
- Astronomie, Astrophysik und unser Weltbild (Oktober bis Dezember 2009)

Ferner wurden Astrovereine und Hobbyastronomen eingeladen, auf öffentlichen Plätzen oder in der Nachbarschaft private Sternführungen zu machen und dafür auch robustere Amateurteleskope einzusetzen.
Darüber hinaus hat die Münze Österreich eine 25 Euro Bimetallmünze zum internationalen Jahr der Astronomie herausgegeben. Details zu den stattfindenden Veranstaltungen an Sternwarten, astronomischen Instituten, in Planetarien, in Schulen, in Nationalparks und anderswo sind den unten angeführten Internetseiten zu entnehmen.

## Projekte
Einige herausragende überregionale Projekte zum Jahr der Astronomie 2009:
- 100 Hours of Astronomy – internationale Kette von Veranstaltungen insbesondere mit nächtlichen Beobachtungen, die sich mit der Zeit, dem Nachtverlauf folgend, um die ganze Erde fortsetzte
- Galileoscope – Entwicklung eines kostengünstigen Teleskopbausatzes für einfachste astronomische Beobachtungen
- Portal to the Universe – Aggregations-Webseite zu astronomischen Informationen und Nachrichten aus aller Welt
- She is an Astronomer – Projekt, das weibliche Astronomen über eine Serie von Porträts sichtbarer machte
- Universe Awareness – Astronomisches Bildungsprojekt insbesondere für Kinder aus benachteiligten Verhältnissen